# Alfa Lyncis
Alfa Lyncis (α Lyn) – gwiazda w gwiazdozbiorze Rysia. Jest odległa od Słońca o około 203 lata świetlne.

## Charakterystyka
Alfa Lyncis to olbrzym należący do typu widmowego K7. Jego temperatura to około 3860 K, niższa od temperatury fotosfery Słońca. Jest on 700 razy jaśniejszy i ma promień równy około 65 promieni Słońca. Masa tej gwiazdy to około dwóch mas Słońca. Nie wiadomo, na jakim dokładnie etapie ewolucji jest ta gwiazda, ale ma ona około 1,4 miliarda lat i od około 300 milionów lat w jej jądrze nie następują już reakcje syntezy wodoru w hel.
Alfa Lyncis ma dwóch słabych optycznych kompanów. Składnik B jest odległy o 222,2 sekundy kątowej (pomiar z 2008 r.) i ma obserwowaną wielkość gwiazdową 8,83m. Składnik C dzieli od olbrzyma 16,6″ (pomiar z 2012 r.), ma on wielkość 11,1m.